# Федотьево (Рязанская область)
Федотьево — село в Спасском районе Рязанской области. Является административным центром Федотьевского сельского поселения.

## География
Село расположено примерно в 17 км к северу от районного центра на реке Кишня. Ближайшие населённые пункты — деревня Выселки к западу, посёлок Лесхоза к северу, деревня Емельяновка к востоку и деревня Мжакино к югу.

## История
Село Федотьево впервые упоминается в 1487 году в связи с явлением в его окрестностях Феодотьевской иконы Божией Матери.
В 1905 году село являлось административным центром Федотьевской волости Спасского уезда Рязанской губернии и имело 240 дворов при численности населения 1532 человека.

## Население
| 1859 | 1906  | 2010 |
| ---- | ----- | ---- |
| 1587 | ↘1532 | ↘246 |

## Транспорт и связь
Село соединено с областным центром асфальтированной дорогой с регулярным автобусным сообщением.
В селе имеется одноимённое сельское отделение почтовой связи (индекс 391053).